# Quintanaélez
Quintanaélez település Spanyolországban, Burgos tartományban. Quintanaélez Oña, Busto de Bureba, La Vid de Bureba, Los Barrios de Bureba és Navas de Bureba községekkel határos. Lakosainak száma 47 fő (2024).

## Népesség
A település népessége az utóbbi években az alábbiak szerint változott:
| Lakosok száma | 92   | 85   | 76   | 75   | 65   | 56   | 48   | 46   | 43   | 47   |
|               | 2001 | 2004 | 2006 | 2009 | 2011 | 2014 | 2016 | 2019 | 2021 | 2024 |